# Banyan-Feige
Die Banyan-Feige (Ficus benghalensis), auch Banyanbaum oder Bengalische Feige genannt, ist eine Art der Untergattung Urostigma  aus der Gattung der Feigen (Ficus) in der Familie der Maulbeergewächse (Moraceae). Die Art, ursprünglich in Süd- und Westindien beheimatet, ist mittlerweile in den gesamten Tropen zu finden. Fälschlicherweise werden auch andere Arten der Untergattung Urostigma, z. B. die Großblättrige Feige, gelegentlich als Banyanbaum bezeichnet.

## Beschreibung

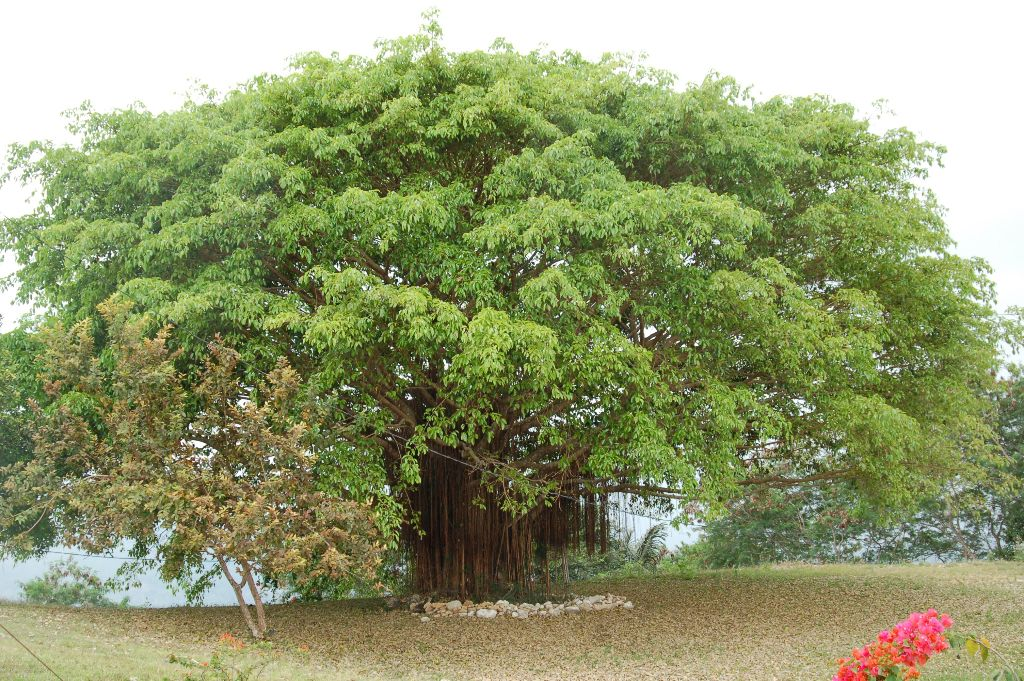
Banyan in Aitara, Osttimor

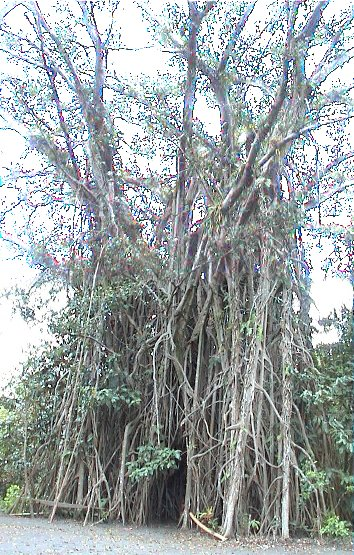
Banyan in Vanuatu, die mannsgroße Öffnung wird als Portal zu einem Dorf benutzt

Der Banyan wächst epiphytisch und nicht wirtsspezifisch im Geäst eines Baumes, der zunächst keinen Schaden nimmt, da der Banyan kein Schmarotzer ist. Er sendet Luftwurzeln aus, die sich mit der Zeit zu einem dichten Netz entwickeln. Haben die Wurzeln den Boden erreicht, kommt es zu einem Wachstumsschub, da die Pflanze nun nicht mehr ausschließlich auf das Substrat angewiesen ist, das sich auf dem Wirtsbaum angesammelt hat. Mit zunehmendem Alter wird der befallene Baum schließlich erdrückt und stirbt ab.
Banyanbäume erreichen eine Wuchshöhe von 20 Metern, selten bis zu 30 Metern. Die Borke ist grau und glatt, der unregelmäßig geformte Stamm ist kurz und teilt sich bald in weit ausladende Äste. Das Holz ist weich, wenig dauerhaft und nur von geringem wirtschaftlichem Nutzen. Den Seitenästen entspringen Luftwurzeln, die sich bei Bodenkontakt verdicken und stammähnlich die Krone stützen. Auf diese Weise kann der Banyanbaum mit der Zeit eine Bodenfläche von mehreren Hundert Quadratmetern einnehmen. Die Wurzeln verlaufen flach unter der Oberfläche und sind weitestreichend. Der Banyanbaum hat große, ledrige Blätter. Sie sind eiförmig bis elliptisch mit abgerundeter oder leicht herzförmiger Basis, vorne enden sie stumpf. Der Blattstiel ist 1,5 Zentimeter lang, die Nebenblätter sind 2 bis 2,5 Zentimeter lang und umhüllen die Knospen, sie fallen ab, wenn das Blatt sich entfaltet. Die jungen Blätter sind rötlich gefärbt und ebenso wie junge Zweige weich behaart. Die Blätter haften etwa für ein Jahr am Baum, dann wird innerhalb kurzer Zeit die ganze Beblätterung durch neuen Austrieb ersetzt.
Die Blüten sind in spezialisierten, für Feigen typischen Blütenständen zusammengefasst. Diese Blütenstände enthalten bei der Banyan-Feige männliche, weibliche und sterile Blüten gleichzeitig. Die männlichen Blüten stehen gehäuft an der Öffnung des Blütenstands, sie bestehen aus vier breiten Kronblättern und einem Staubblatt. Weibliche Blüten haben reduzierte Kronblätter und einen langen Griffel. Sterile Blüten bilden ebenfalls breite Kronblätter sowie einen kurzen Griffel aus. Die Wespenart Eupristina masonii bestäubt die Blüten der Banyan-Feige. Sie dringt in den Blütenstand ein und legt durch den Griffel Eier in die Samenanlagen, wo sich die Larven entwickeln. Die Pflanze führt einen weißen Milchsaft. Die Feigen werden von Vögeln, Fledermäusen, Eichhörnchen und Affen gefressen, was zur Verbreitung der Bäume über den Kot beiträgt.
Die Chromosomenzahl beträgt 2n = 26.

## Verbreitung

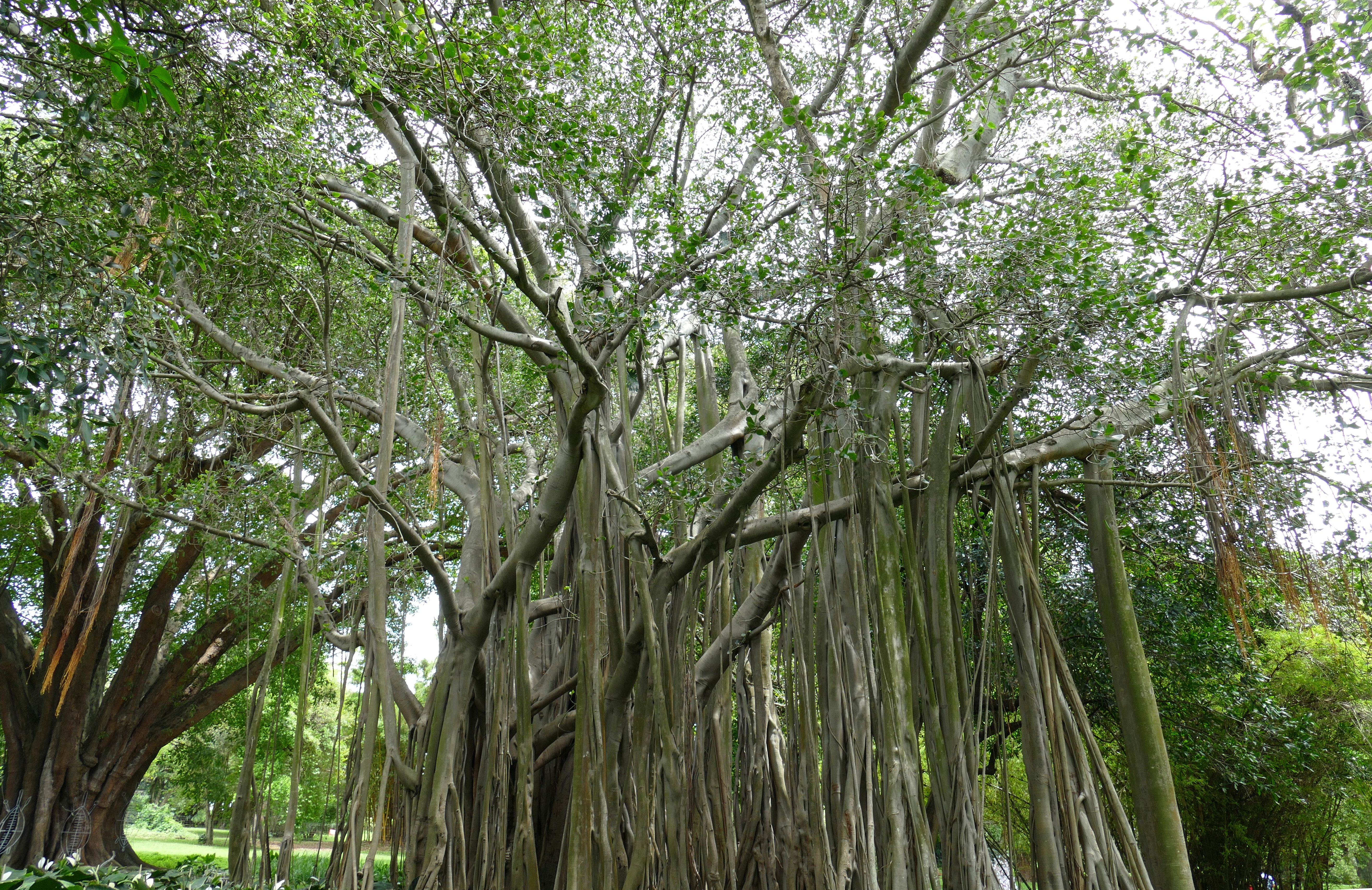
Banyan-Feige mit den von den Ästen ausgehenden Wurzelstämmen (Luftwurzeln)

Die Banyan-Feige war ursprünglich im Nordwesten Indiens am Abhang des Himalaya, in den Deccan-Bergen sowie im Süden Indiens heimisch. Heute ist sie durch Anpflanzungen im ganzen südostasiatischen Raum weit verbreitet.

## Verwendung
Die Banyan-Feige wird als Parkbaum gepflanzt, wo sie durch ihre Ausmaße und breite Kronenform einen hohen Zierwert hat. Das Holz wird selten verwendet, gelegentlich für Verbau unter Wasser; härter und elastischer ist das Holz der Stützwurzeln. Aus jungen Luftwurzeln lassen sich grobe Seile fertigen.
Der Milchsaft wird gelegentlich medizinisch verwendet, ebenso wie die Wurzelspitzen.
In Indien wird der Banyanbaum insbesondere von Hindus als heiliger Baum verehrt. Zweige der Banyan-Feige werden bei rituellen Handlungen eingesetzt.

## Systematik und botanische Geschichte
Ficus benghalensis wurde 1737 von Carl von Linné beschrieben, wobei er später auch den Namen Ficus indica verwendete. Der Artname bezieht sich auf die Region Bengalen. Die Bezeichnung „Banyan“ geht auf banyas, hinduistische Händler am Persischen Golf, zurück. Diese versammelten sich unter bestimmten Bäumen; der Name wurde von Europäern auf die Bäume übertragen.
Eine nah verwandte Art ist Ficus arnottiana. Es gibt einige in der Blattform und in der Ausbildung von Luftwurzeln abweichende Populationen; eine davon wird manchmal als Ficus krishnae abgetrennt.